# 서해로
서해로(Seohae-ro)는 충청남도 태안군 소원면 만리포항과 경기도 안산시 상록구 건건동 시 경계를 잇는 도로이다.

## 역사
- 1987년 8월 29일 : 아산군 둔포면 둔포리 880m 구간 개통, 기존 760m 구간 폐지[1]
- 1990년 2월 17일 : 기존 지정 구간인 화성군 매송면 야목리 370m 구간, 화성군 비봉면 양노리 110m 구간 폐지[2]
- 1991년 3월 9일 : 기존 지정 구간인 시흥시 하중동 구간 폐지[3]
- 1997년 11월 1일 : 안중 ~ 발안간 도로(평택시 안중면 안중리 ~ 화성군 향남면 상신리) 12.79km 구간 개통, 기존 3.26km 구간 폐지[4]
- 1998년 5월 11일 : 아산댐 ~ 안중간 도로(충청남도 아산시 인주면 공세리 ~ 경기도 평택시 안중면 안중리) 12.4km 구간 확장 개통, 기존 평택시 현덕면 권관리 아산방조제 배수갑문 남단 ~ 현덕 교차로 12.4km 구간과 평택시 현덕면 도대리 ~ 안중면 안중리 5.8km 구간 폐지[5]
- 1998년 12월 31일 : 당진군 신평면 거산리 ~ 아산시 인주면 공세리 16.3km 구간 확장 개통, 기존 당진군 신평면 금천리 ~ 운정리 4.2km 구간 및 아산시 인주면 문방리 ~ 밀두리 3.1km 구간 폐지[6]
- 2000년 1월 10일 : 아산시 실옥동 ~ 인주면 공세리 14.1km 구간 확장 개통[7]
- 2002년 12월 20일 : 발안 ~ 반월간 도로(화성시 향남면 상신리 ~ 안산시 사사동) 21.66km 구간 확장 개통, 기존 화성시 향남면 제암리 ~ 안산시 건건동 구간 폐지[8]
- 2002년 12월 31일 : 태안군 근흥면 두야리 ~ 서산시 석남동 20.36km 구간 확장 개통, 기존 18.859km 구간 폐지[9], 당진군 당진읍 채운리 ~ 신평면 거산리 11.7km 구간 확장 개통, 기존 13.6km 구간 폐지[10]
- 2002년 12월 31일 : 충청남도 아산시 인주면 공세리 ~ 경기도 평택시 팽성읍 석근리 14.1km 구간 확장 개통, 기존 13.6km 구간 폐지[11], 아산시 둔포면 둔포리 둔포 교차로 ~ 운용 교차로 2.36km 구간 확장 개통, 기존 구간 폐지[12]
- 2005년 7월 11일 : 서산 ~ 당진간 도로(서산시 운산면 갈산리 ~ 당진군 당진읍 채운리) 10.28km 구간 확장 개통, 기존 11.7km 구간 폐지[13]
- 2005년 10월 11일 : 서산 ~ 당진간 도로(서산시 잠홍동 ~ 운산면 갈산리) 9.73km 구간 확장 개통, 기존 서산시 음암면 상홍리 ~ 운산면 갈산리 9.3km 구간 폐지[14]
- 2009년 7월 10일 : 2개 이상 시·도에 걸쳐 있는 도로로 서해로를 고시[15]
- 2017년 12월 12일 : 만리포 ~ 태안간 도로(태안군 소원면 모항리 ~ 근흥면 두야리) 13.14km 구간 확장 개통, 기존 태안군 소원면 송현리 ~ 근흥면 두야리 총 2.7km 구간 폐지[16]
- 2023년 4월 28일 : 2개 이상 시·도에 걸쳐 있는 입체도로로 서해로지하차도(안산시 상록구 건건동 ~ 군포시 대야미동) 622m 구간을 '서해로지하도로'로 고시[17]

## 주요 경유지
충청남도
- 태안군 (소원면 · 태안읍) - 서산시 (팔봉면 · 인지면 · 예천동 · 석남동 · 석림동 · 동문동 · 잠홍동 · 음암면 · 운산면) - 당진시 (정미면 · 행정동 · 채운동 · 읍내동 · 우두동 · 원당동 · 수청동 · 시곡동 · 송악읍 · 신평면) - 아산시 인주면

경기도
- 평택시 (현덕면 · 안중읍 · 청북읍) - 화성시 (양감면 · 향남읍 · 팔탄면 · 비봉면 · 매송면) - 안산시 상록구 (사사동 · 건건동)

## 노선

### 충청남도
| 이름                      | 접속 노선                                               | 소재지                                                                            | 소재지                                                              | 비고                                                                      |
| ------------------------- | ------------------------------------------------------- | --------------------------------------------------------------------------------- | ------------------------------------------------------------------- | ------------------------------------------------------------------------- |
| 만리포항                  |                                                         | 태안군                                                                            | 소원면                                                              | 기점 국도 제32호선 구간                                                   |
| 만리포시외버스터미널      |                                                         | 태안군                                                                            | 소원면                                                              | 국도 제32호선 구간                                                        |
| 모항 교차로               | 모항항길                                                | 태안군                                                                            | 소원면                                                              | 국도 제32호선 구간                                                        |
| 송원 교차로               | 모항파도로                                              | 태안군                                                                            | 소원면                                                              | 국도 제32호선 구간                                                        |
| 송의 교차로               | 대소산길                                                | 태안군                                                                            | 소원면                                                              | 국도 제32호선 구간                                                        |
| 대소 교차로               |                                                         | 태안군                                                                            | 소원면                                                              | 국도 제32호선 구간                                                        |
| 송현교                    |                                                         | 태안군                                                                            | 소원면                                                              | 국도 제32호선 구간                                                        |
| 독점 교차로               | 산간이길                                                | 태안군                                                                            | 소원면                                                              | 국도 제32호선 구간                                                        |
| 송현1 교차로              | 대소산길                                                | 태안군                                                                            | 소원면                                                              | 국도 제32호선 구간                                                        |
| 송현2 교차로              |                                                         | 태안군                                                                            | 소원면                                                              | 국도 제32호선 구간                                                        |
| 묵골천교                  |                                                         | 태안군                                                                            | 소원면                                                              | 국도 제32호선 구간                                                        |
| 신덕 교차로               | 법산길                                                  | 태안군                                                                            | 소원면                                                              | 국도 제32호선 구간                                                        |
| 법산 교차로               | 사라실길                                                | 태안군                                                                            | 소원면                                                              | 국도 제32호선 구간                                                        |
| 법현 교차로               | 법산길                                                  | 태안군                                                                            | 소원면                                                              | 국도 제32호선 구간                                                        |
| 영전 교차로               | 마금로 영전길 중뱅이길                                  | 태안군                                                                            | 근흥면                                                              | 국도 제32호선 구간                                                        |
| 종대 교차로               | 돌문길 종대길                                           | 태안군                                                                            | 소원면                                                              | 국도 제32호선 구간                                                        |
| 시목 교차로               | 수룡길 시목길                                           | 태안군                                                                            | 소원면                                                              | 국도 제32호선 구간                                                        |
| 백교 교차로               | 백교길                                                  | 태안군                                                                            | 소원면                                                              | 국도 제32호선 구간                                                        |
| 두야 교차로               | 지방도 제603호선 국가지원지방도 제96호선 (태흥로)       | 태안군                                                                            | 태안읍                                                              | 국도 제32호선 구간 국가지원지방도 제96호선 구간                           |
| 장산 교차로               | 근흥로 동백로                                           | 태안군                                                                            | 태안읍                                                              | 국도 제32호선 구간 국가지원지방도 제96호선 구간                           |
| (장산지하통로6)           | 탑골길                                                  | 태안군                                                                            | 태안읍                                                              | 국도 제32호선 구간 국가지원지방도 제96호선 구간                           |
| 남문 교차로 (지하차도)    | 국도 제77호선 국가지원지방도 제96호선 (안면대로) 환동로 | 태안군                                                                            | 태안읍                                                              | 국도 제32호선 구간 국가지원지방도 제96호선 구간 국도 제77호선 구간        |
| 동문교                    |                                                         | 태안군                                                                            | 태안읍                                                              | 국도 제32, 77호선 구간                                                    |
| 평천 교차로               | 동백로                                                  | 태안군                                                                            | 태안읍                                                              | 국도 제32, 77호선 구간                                                    |
| 화동 교차로               | 중앙로                                                  | 태안군                                                                            | 태안읍                                                              | 국도 제32, 77호선 구간                                                    |
| 평천교                    |                                                         | 태안군                                                                            | 태안읍                                                              | 국도 제32, 77호선 구간                                                    |
| 인평 교차로               | 강경벌로 선비길                                         | 태안군                                                                            | 태안읍                                                              | 국도 제32, 77호선 구간                                                    |
| 인평교                    |                                                         | 태안군                                                                            | 태안읍                                                              | 국도 제32, 77호선 구간                                                    |
| 서산시                    | 팔봉면                                                  |                                                                                   |                                                                     | 국도 제32, 77호선 구간                                                    |
| 서산시                    | 팔봉면                                                  | (진장지하통로1)                                                                   | 진장5길                                                             | 국도 제32, 77호선 구간                                                    |
| 서산시                    | 팔봉면                                                  | (고성 교차로)                                                                     | 팔봉2로 진장3길                                                     | 국도 제32, 77호선 구간                                                    |
| 서산시                    | 팔봉면                                                  | 어송 교차로                                                                       | 팔봉1로 팔봉2로                                                     | 국도 제32, 77호선 구간                                                    |
| 서산시                    | 수랑재 교차로                                           | 차동길 차리강수길                                                                 | 인지면                                                              | 국도 제32, 77호선 구간                                                    |
| 서산시                    | 제2화수교                                               |                                                                                   | 인지면                                                              | 국도 제32, 77호선 구간                                                    |
| 서산시                    | 화수 교차로 (화수교)                                    | 차동길 화수2길 화수왕대길                                                         | 인지면                                                              | 국도 제32, 77호선 구간                                                    |
| 서산시                    | 풍전 교차로                                             | 수현로 풍전1길                                                                    | 인지면                                                              | 국도 제32, 77호선 구간                                                    |
| 서산시                    | 풍전교                                                  |                                                                                   | 인지면                                                              | 국도 제32, 77호선 구간                                                    |
| 서산시                    | (교차로 명칭 미상)                                      | 양열로                                                                            | 석남동                                                              | 국도 제32, 77호선 구간                                                    |
| 서산시                    | 공림삼거리                                              | 지방도 제649호선 (무학로)                                                         | 석남동                                                              | 국도 제32, 77호선 구간 지방도 제649호선 구간                              |
| 서산시                    | 예천사거리                                              | 국도 제29호선 국도 제32호선 국도 제77호선 국가지원지방도 제70호선 (충의로) 고운로 | 석남동                                                              | 국도 제32, 77호선 구간 국가지원지방도 제70호선 구간 지방도 제649호선 구간 |
| 서산시                    | (이름 없음)                                             | 남부순환로 호수공원1로                                                            | 석남동                                                              | 국도 제29, 77호선 구간 국가지원지방도 제70호선 구간 지방도 제649호선 구간 |
| 서산시                    | 서중사거리                                              | 서산시도 제6호선 (덕지천로)                                                       | 수석동                                                              | 국도 제29, 77호선 구간 국가지원지방도 제70호선 구간 지방도 제649호선 구간 |
| 서산시                    | 석림사거리                                              | 국도 제29호선 국가지원지방도 제70호선 (중앙로)                                    | 수석동                                                              | 국도 제29, 77호선 구간 국가지원지방도 제70호선 구간 지방도 제649호선 구간 |
| 서산시                    | 먹거리골사거리                                          | 을지6로 벌말1길                                                                   | 동문동                                                              | 지방도 제649호선 구간                                                     |
| 서산시                    | 애향삼거리                                              | 고운로                                                                            | 동문동                                                              | 지방도 제649호선 구간                                                     |
| 서산시                    | 잠홍삼거리                                              | 지방도 제649호선 (홍천로)                                                         | 동문동                                                              | 지방도 제649호선 구간                                                     |
| 서산시                    | 잠홍교                                                  |                                                                                   | 동문동                                                              |                                                                           |
| 서산시                    | 음암면                                                  |                                                                                   |                                                                     |                                                                           |
| 서산시                    | 잠홍 교차로                                             | 운암로                                                                            | 상행 진입 불가 하행 진출 불가                                       |                                                                           |
| 서산시                    | 수석 교차로                                             | 수석산업로 운암로                                                                 |                                                                     |                                                                           |
| 서산시                    | 도당1교                                                 |                                                                                   |                                                                     |                                                                           |
| 서산시                    | 부장 교차로                                             | 국도 제32호선 (외곽순환로)                                                        | 국도 제32호선 구간                                                  |                                                                           |
| 서산시                    | 도당2교                                                 |                                                                                   | 국도 제32호선 구간                                                  |                                                                           |
| 서산시                    | 음암 교차로                                             | 음암로                                                                            | 국도 제32호선 구간                                                  |                                                                           |
| 서산시                    | 성암대교 탑곡교                                         |                                                                                   | 국도 제32호선 구간                                                  |                                                                           |
| 서산시                    | 탑곡 교차로                                             | 국가지원지방도 제70호선 (백제사신로) 탑곡길마재길                                 | 국도 제32호선 구간 국가지원지방도 제70호선 구간                     |                                                                           |
| 서산시                    | 운산 교차로                                             | 운암로 갈산무로치길                                                               | 국도 제32호선 구간 국가지원지방도 제70호선 구간                     | 운산면                                                                    |
| 서산시                    | 서산 나들목                                             | 15호선 서해안고속도로                                                             |                                                                     | 운산면                                                                    |
| 서산시                    | 여미교                                                  |                                                                                   | 국도 제32호선 구간                                                  | 운산면                                                                    |
| 서산시                    | 여미 교차로                                             | 운정로                                                                            | 국도 제32호선 구간                                                  | 운산면                                                                    |
| 수당교                    |                                                         | 당진시                                                                            | 국도 제32호선 구간                                                  | 정미면                                                                    |
| 사관 교차로               | 지방도 제647호선 (정미로)                               | 당진시                                                                            | 국도 제32호선 구간                                                  | 정미면                                                                    |
| 신시 교차로               | 갈골로                                                  | 당진시                                                                            | 국도 제32호선 구간                                                  | 정미면                                                                    |
| 신시1교 봉생교 봉생1교    |                                                         | 당진시                                                                            | 국도 제32호선 구간                                                  | 정미면                                                                    |
| 봉생 교차로 (봉생2교)     | 산동로                                                  | 당진시                                                                            | 국도 제32호선 구간                                                  | 정미면                                                                    |
| 봉생 교차로 (봉생2교)     | 산동로                                                  | 당진시                                                                            | 국도 제32호선 구간                                                  | 당진동                                                                    |
| 채운교                    |                                                         | 당진시                                                                            | 국도 제32호선 구간                                                  |                                                                           |
| 채운 교차로               | 역천로 운곡로                                           | 당진시                                                                            | 국도 제32호선 구간                                                  |                                                                           |
| 탑동 교차로 (탑동교)      | 지방도 제615호선 (서부로) (대호만로)                    | 당진시                                                                            | 국도 제32호선 구간                                                  |                                                                           |
| 원당 교차로               | 지방도 제633호선 (원당로) 동부로                        | 당진시                                                                            | 국도 제32호선 구간                                                  |                                                                           |
| 고실교 시곡4교            |                                                         | 당진시                                                                            | 국도 제32호선 구간                                                  |                                                                           |
| 시곡 교차로               | 정안로                                                  | 당진시                                                                            | 국도 제32호선 구간 상행 진출 불가 하행 진입 불가                    |                                                                           |
| 감골 교차로               | 수청로                                                  | 당진시                                                                            | 국도 제32호선 구간                                                  |                                                                           |
| 입암 교차로               |                                                         | 당진시                                                                            | 국도 제32호선 구간                                                  |                                                                           |
| 당진산업단지사거리        | 반촌로 시곡로                                           | 당진시                                                                            | 국도 제32호선 구간                                                  |                                                                           |
| 기지시 교차로             | 지방도 제619호선 (틀모시로)                             | 당진시                                                                            | 국도 제32호선 구간                                                  | 송악읍                                                                    |
| 가마못 교차로             | 반촌로                                                  | 당진시                                                                            | 국도 제32호선 구간 당진 나들목과 연결 상행 진입 불가 하행 진출 불가 | 송악읍                                                                    |
| 반촌 교차로               | 반촌로                                                  | 당진시                                                                            | 국도 제32호선 구간 당진 나들목과 연결 상행 진출 불가 하행 진입 불가 | 송악읍                                                                    |
| 광명 간이교차로           | 광명길 조비실길                                         | 당진시                                                                            | 국도 제32호선 구간 상행 진입 불가 하행 진출 불가                    | 송악읍                                                                    |
| 신평산업단지 교차로       | 조비실길                                                | 당진시                                                                            | 신평면                                                              | 국도 제32호선 구간                                                        |
| 거산 교차로               | 독암골길                                                | 당진시                                                                            | 신평면                                                              | 국도 제32호선 구간                                                        |
| 거산1 교차로              | 독암길 동부길 섭실길                                    | 당진시                                                                            | 신평면                                                              | 국도 제32호선 구간                                                        |
| 거산2 교차로              | 국도 제32호선 (예당평야로)                              | 당진시                                                                            | 신평면                                                              | 국도 제32호선 구간 국도 제34호선 구간                                     |
| 신평중고교앞 교차로       | 거산3거리길 말목길                                      | 당진시                                                                            | 신평면                                                              | 국도 제34호선 구간 상행 진출 불가 하행 진입 불가                          |
| 금천교                    | 고무레길 신평길                                         | 당진시                                                                            | 신평면                                                              | 국도 제34호선 구간                                                        |
| 신평 교차로               | 신평길                                                  | 당진시                                                                            | 신평면                                                              | 국도 제34호선 구간 하행 진출입만 가능                                     |
| 신흥 교차로               | 신평길 진살미길                                         | 당진시                                                                            | 신평면                                                              | 국도 제34호선 구간                                                        |
| 신당 교차로               | 샛터로 원신당로                                         | 당진시                                                                            | 신평면                                                              | 국도 제34호선 구간                                                        |
| 운정 나들목               | 국도 제38호선 국도 제77호선 (북부산업로)                | 당진시                                                                            | 신평면                                                              | 국도 제34, 38, 77호선 구간                                                |
| (검문소앞)                | 삽교천길                                                | 당진시                                                                            | 신평면                                                              | 국도 제34, 38, 77호선 구간 하행 진입만 가능                               |
| 운정 교차로               | 닻거리길                                                | 당진시                                                                            | 신평면                                                              | 국도 제34, 38, 77호선 구간 하행 진입 불가                                 |
| 삽교대교                  |                                                         | 당진시                                                                            | 신평면                                                              | 국도 제34, 38, 77호선 구간                                                |
| 삽교 교차로               | 삽교천길                                                | 당진시                                                                            | 신평면                                                              | 국도 제34, 38, 77호선 구간 상행 진출 불가 하행 진입 불가                  |
| 삽교천방조제              |                                                         | 당진시                                                                            | 신평면                                                              | 국도 제34, 38, 77호선 구간                                                |
| 삽교천방조제              | 아산시                                                  | 인주면                                                                            |                                                                     | 국도 제34, 38, 77호선 구간                                                |
| 문방 교차로 (밀두1교)     | 아산시                                                  | 인주면                                                                            | 인주산단로 아산만로1578번길                                         | 국도 제34, 38, 77호선 구간 상행 진입 불가 하행 진출 불가                  |
| 밀두2교                   | 아산시                                                  | 인주면                                                                            |                                                                     | 국도 제34, 38, 77호선 구간                                                |
| 인주공단 교차로 (문방1교) | 아산시                                                  | 인주면                                                                            | 지방도 제623호선 지방도 제628호선 (아산만로) 인주산단로             | 국도 제34, 38, 77호선 구간                                                |
| 밀두 교차로               | 아산시                                                  | 인주면                                                                            | 현대로 걸매길                                                       | 국도 제34, 38, 77호선 구간                                                |
| 공세 교차로               | 아산시                                                  | 인주면                                                                            | 공세길                                                              | 국도 제34, 38, 77호선 구간                                                |
| 인주육교                  | 아산시                                                  | 인주면                                                                            | 국도 제34호선 (장영실로) 국도 제39호선 (아산로)                     | 국도 제34, 38, 77호선 구간 국도 제39호선 구간                             |
| 아산호 교차로             | 아산시                                                  | 인주면                                                                            | (도로 이름 없음)                                                    | 국도 제38, 39, 77호선 구간 상행 진출 불가                                 |
| 아산만방조제              | 아산시                                                  | 인주면                                                                            |                                                                     | 국도 제38, 39, 77호선 구간                                                |

### 경기도
| 이름                       | 접속 노선                                          | 소재지 | 소재지                                           | 비고                                             |
| -------------------------- | -------------------------------------------------- | ------ | ------------------------------------------------ | ------------------------------------------------ |
| 아산만방조제               | 서동대로                                           | 평택시 | 현덕면                                           | 국도 제38, 39, 77호선 구간                       |
| 평택호대교                 |                                                    | 평택시 | 현덕면                                           | 국도 제38, 39, 77호선 구간                       |
| 현덕 교차로                | 국도 제38호선 국도 제77호선 (평택호1길)            | 평택시 | 현덕면                                           | 국도 제38, 39, 77호선 구간                       |
| 장수 교차로                | 광덕계양로                                         | 평택시 | 현덕면                                           | 국도 제38, 39, 77호선 구간                       |
| 기산 교차로                | 안현로                                             | 평택시 | 현덕면                                           | 국도 제39호선 구간                               |
| 현덕교                     |                                                    | 평택시 | 현덕면                                           | 국도 제39호선 구간                               |
| (인광육교)                 | 현덕로                                             | 평택시 | 현덕면                                           | 국도 제39호선 구간                               |
| 송담사거리                 | 지방도 제313호선 (현덕로)                          | 평택시 | 안중읍                                           | 국도 제39호선 구간 지방도 제313호선 구간         |
| 안중사거리 (안중고가차도)  | 국도 제38호선 지방도 제313호선 (서동대로)          | 평택시 | 안중읍                                           | 국도 제39호선 구간 지방도 제313호선 구간         |
| 금곡삼거리                 | 안현로                                             | 평택시 | 안중읍                                           | 국도 제39호선 구간                               |
| 용성리                     | 용성길                                             | 평택시 | 안중읍                                           | 국도 제39호선 구간                               |
| (오성산업단지입구)         | 오성산단로 청북남로                                | 평택시 | 청북읍                                           | 국도 제39호선 구간                               |
| 현곡지하차도 교차로        | 지방도 제302호선 (청원로) 신포길                   | 평택시 | 청북읍                                           | 국도 제39호선 구간                               |
| 청북입구삼거리             | 신포길                                             | 평택시 | 청북읍                                           | 국도 제39호선 구간                               |
| 청북 나들목 (청북 교차로)  | 40호선 평택제천고속도로                            | 평택시 | 청북읍                                           | 국도 제39호선 구간                               |
| 고렴지하차도 교차로        | 고렴길                                             | 평택시 | 청북읍                                           | 국도 제39호선 구간                               |
| 요당 교차로                | 국도 제82호선 (포승향남로) 청북양감로 작은돌래길   | 화성시 | 양감면                                           | 국도 제39호선 구간                               |
| 요당 교차로                | 지방도 제306호선 (암소고개로) 구문천2길            | 화성시 | 양감면                                           | 국도 제39호선 구간                               |
| 구문천교지하차도           | 발안공단로                                         | 화성시 | 향남읍                                           | 국도 제39호선 구간                               |
| 구문천1리입구              | 지방도 제309호선 (제약단지로) (제약공단2길)        | 화성시 | 향남읍                                           | 국도 제39호선 구간                               |
| 제약공단지하차도 교차로    | 제약공단1길                                        | 화성시 | 향남읍                                           | 국도 제39호선 구간                               |
| 풍무교                     | 서봉로 장안로                                      | 화성시 | 향남읍                                           | 국도 제39호선 구간                               |
| 상신지하차도 교차로        | 상신하길로                                         | 화성시 | 향남읍                                           | 국도 제39호선 구간                               |
| 상신 교차로                | 발안양감로 삼천병마로                              | 화성시 | 향남읍                                           | 국도 제39호선 구간 발안 나들목과 연결            |
| 발안교                     |                                                    | 화성시 | 향남읍                                           | 국도 제39호선 구간                               |
| 발안삼거리                 | 3.1만세로                                          | 화성시 | 향남읍                                           | 국도 제39호선 구간 상행 진출 불가 하행 진입 불가 |
| 발안1육교                  |                                                    | 화성시 | 향남읍                                           | 국도 제39호선 구간                               |
| 지월 교차로                | 지월길                                             | 화성시 | 팔탄면                                           | 국도 제39호선 구간                               |
| 율암 교차로                | 국도 제82호선 국가지원지방도 제82호선 (포승향남로) | 화성시 | 팔탄면                                           | 국도 제39호선 구간                               |
| 팔탄 교차로                | 지방도 제318호선 (시청로)                          | 화성시 | 팔탄면                                           | 국도 제39호선 구간                               |
| 자안교                     |                                                    | 화성시 | 팔탄면                                           | 국도 제39호선 구간                               |
| 비봉면                     |                                                    | 화성시 |                                                  | 국도 제39호선 구간                               |
| 자안 교차로 (자안1육교)    | 지방도 제322호선 (주석로) 푸른들판로               | 화성시 | 국도 제39호선 구간 상행 진입 불가 하행 진출 불가 |                                                  |
| 자안2육교                  |                                                    | 화성시 | 국도 제39호선 구간                               |                                                  |
| 남비봉팔탄 나들목          | 400호선 수도권제2순환고속도로 푸른들판로           | 화성시 | 국도 제39호선 구간                               |                                                  |
| 양노 교차로                | 푸른들판로                                         | 화성시 | 국도 제39호선 구간                               |                                                  |
| 백학 나들목                | 비봉매송도시고속도로                               | 화성시 | 국도 제39호선 구간 상행 진입 불가 하행 진출 불가 |                                                  |
| 비봉 나들목 (쌍학 교차로)  | 15호선 서해안고속도로 지방도 제313호선 (화성로)    | 화성시 | 국도 제39호선 구간                               |                                                  |
| 쌍학2육교 쌍학3육교        |                                                    | 화성시 | 국도 제39호선 구간                               |                                                  |
| 숙곡교 야목육교            |                                                    | 화성시 | 국도 제39호선 구간                               | 매송면                                           |
| 숙곡 교차로                | 국가지원지방도 제84호선 (매송로)                   | 화성시 | 국도 제39호선 구간                               | 매송면                                           |
| (송라5통로암거)            | 매송북길264번길                                    | 화성시 | 국도 제39호선 구간                               | 매송면                                           |
| 양촌 나들목                | 국도 제39호선 국도 제42호선 (수인로)               | 안산시 | 상록구                                           | 국도 제39호선 구간 국도 제47호선 구간            |
| 명칭 없음 (서해로지하차도) | 국도 제47호선 (군포로) 도마길 송부로               | 안산시 | 상록구                                           | 종점 국도 제47호선 구간                          |
| 군포로와 직결              |                                                    |        |                                                  |                                                  |

## 주요 건물 및 시설
- 만리포시외버스터미널 (충청남도 태안군 소원면 서해로 24)
- 만리포여름파출소 (충청남도 태안군 소원면 서해로 33-31)
- 만리포보건진료소 (충청남도 태안군 소원면 서해로 33-33)
- 만리포고등학교 (충청남도 태안군 소원면 서해로 631)
- 서해안요양병원 (충청남도 태안군 근흥면 서해로 1277)
- 이마트 서산점 (충청남도 서산시 서해로 3685)
- 신평고등학교 (충청남도 당진시 신평면 서해로 7076)
- 인주초등학교 (충청남도 아산시 인주면 서해로 486)
- 오뚜기라면 (경기도 평택시 안중읍 서해로 1427)
- 평택서부공설운동장 (경기도 평택시 청북읍 서해로 1528-18)
- 평택고렴일반산업단지 (경기도 평택시 청북읍 서해로 1840-23,1840-29)